# Peter Magubane
Peter Sexford Magubane OMSS (n. 18 ianuarie 1932, Johannesburg, Africa de Sud – d. 1 ianuarie 2024) a fost un fotograf sud-african.

## Tinerețe
Peter Sexford Magubane s-a născut în Vrededorp, acum Pageview, o suburbie a orașului Johannesburg, și a crescut în Sophiatown.  A început să facă fotografii folosind un aparat foto Kodak Brownie, când era școlar. 
În 1954 a citit o copie a Drum, o revistă cunoscută pentru raportarea despre negrii din mediul urban și efectele apartheidului. „Am avut de-a face cu probleme sociale care i-au afectat pe oamenii de culoare din Africa de Sud. Am vrut să fac parte din acea revistă”. 
Magubane a început să se angajeze la Drum ca șofer. După șase luni de slujbe ciudate, i s-a dat o misiune de fotografie sub îndrumarea lui Jürgen Schadeberg, fotograful șef. A împrumutat o cameră și a acoperit convenția ANC din 1955. „M-am întors la birou cu rezultate bune și nu m-am uitat niciodată înapoi”.
A fi în misiune în primii ani nu a fost ușor, după cum își amintește el: „Nu aveam voie să cărăm o cameră în aer liber dacă era implicată poliția, așa că de multe ori trebuia să-mi ascund camera pentru a obține pozele pe care le doream. Uneori. Mi-am ascuns aparatul foto într-o Biblie scobită, trăgând cu un cablu în buzunar. Altă dată, la un proces din Zeerust din care presa a fost interzisă, mi-am ascuns Leica 3G într-o pâine scobită și m-am prefăcut că mănânc în timp ce chiar făceam poze; când pâinea a căzut, am cumpărat lapte și am ascuns aparatul foto în cutie. Și am scăpat cu asta. Trebuia să gândești repede și să fii rapid pentru a supraviețui în acele zile." 
Magubane a fotografiat majoritatea momentelor istorice ale Africii de Sud, cum ar fi Sharpeville în 1960 și, de asemenea, procesul Rivonia al lui Mandela în 1964. Mai târziu și-a amintit: „Nu văzusem niciodată atât de mulți morți”. Editorul său a vrut să știe de ce nu făcuse niciun prim-plan. Magubane „a decis atunci că nu voi fi implicat emoțional, sau cel puțin nu până după ce mi-am făcut treaba”. 

## Anii mijlocii și mai târziu
Magubane a părăsit Drum pentru a deveni freelancer. În 1967, a fost angajat la Rand Daily Mail. În 1969, a fost trimis să fotografieze o demonstrație în fața celulei de închisoare a lui Winnie Mandela. A fost arestat, interogat și apoi pus în izolare. Au renunțat la acuzații în 1970. Cu toate acestea, Magubane a fost interzis de la fotografie timp de cinci ani. În 1971 a fost din nou închis și a petrecut 98 de zile în izolare, apoi a petrecut șase luni în închisoare.
După eliberare, Mugabane a fost desemnat să acopere revoltele din Soweto care au avut loc din iunie până în august 1976. A fost arestat, bătut și i s-a rupt nasul. În cele din urmă, a fost eliberat la sfârșitul anului 1976.  Seria de fotografii pe care le-a făcut i-a adus recunoaștere și apreciere internațională. În februarie 1977, el avea să câștige un premiu de excelență în jurnalism, sponsorizat de Stellenbosch Farmers' Winery și prezentat de Walter Cronkite. 
Acest lucru a dus la alte oportunități. A lucrat la sarcini pentru revista Time, Organizația Națiunilor Unite și Sports Illustrated, fotografind o serie despre alergătoarea adolescentă din Africa de Sud Zola Budd. 
În 1985, Magubane a petrecut timp în spital recuperându-se de la rănile de împușcături primite când a fost prins în focul încrucișat al poliției la o înmormântare lângă Johannesburg. 
În 2006, oficiul poștal din Africa de Sud a emis o foaie în miniatură, un plic comemorativ și un anulator special de Ziua Națională a Femeii. Aceasta comemorează marșul din 9 august 1956, când 20.000 de femei din toate părțile Africii de Sud au organizat un al doilea marș spre clădirile Uniunii pentru a protesta împotriva legilor de trecere. Ei au lăsat petiții care conțin peste 100.000 de semnături la ușa premierului. Fotografia folosită pe foaia în miniatură a fost făcută de Peter Magubane în timpul marșului și prezintă câteva dintre femeile care au condus marșul din 1956: Lilian Ngoyi, Helen Joseph, Sophia Williams-De Bruyn și Rahima Moosa. 
Magubane a încetat să lucreze în fotojurnalism și mai târziu s-a concentrat pe fotografia de artă. El a documentat în culori modurile tribale supraviețuitoare în Africa de Sud post-apartheid. Aceste fotografii au fost publicate sub bannerul African Heritage Series .
Magubane a murit la 1 ianuarie 2024, la vârsta de 91 de ani. 

## Publicații
- Black As I Am, Zindzi Mandela și Peter Magubane; prefață de Andrew Young, Los Angeles Guild of Tutors Press, 1978,ISBN: 0-89615-001-1
- Africa de Sud a lui Marubane ; cu o prefață de ambasadorul Andrew Young, New York: Alfred A. Knopf, distribuit de Random House. 1978,ISBN: 0-436-27120-6
- Soweto, fotografiat de Peter Magubane; text, Marshall Lee; colaborator și editor de imagini, Dawn Lindberg, Cape Town: Don Nelson, 1978,ISBN: 0-909238-32-4 (ed. a 2-a 1983)
- Soweto Speaks, Jill Johnson, fotografii de Peter Magubane, Johannesburg: AD Donker, 1979,ISBN: 0-949937-63-0
- Copilul Negru, New York: Alfred Knopf, 1982,ISBN: 0-394-51445-9
- 16 iunie: Fructul fricii, Braamfontein: Skotaville, 1986,ISBN: 0-947009-13-2
  - Soweto: Fructul fricii, Trenton, NJ: Africa World Press, 1986,ISBN: 0-86543-040-3 (reeditare din 16 iunie: Fructul fricii )
- Soweto: Portretul unui oraș, fotografie de Peter Magubane; text de David Bristow, Stan Motjuwadi; [prefață de Arhiepiscopul Desmond Tutu]. Londra: New Holland, 1990ISBN: 1-85368-051-6
- Femeile din Africa de Sud: lupta lor pentru libertate, fotografii de Peter Magubane, text de Carol Lazar. Boston MA: Little, Brown & Co., 1993ISBN: 0-8212-1928-6
- Nelson Mandela, Omul destinului: o biografie picturală, Cape Town: Don Nelson, 1996,ISBN: 1-86806-123-X
- Vanishing Cultures of South Africa: Schimbarea obiceiurilor într-o lume în schimbare, Cape Town: Struik, 1998,ISBN: 1-86825-967-6 (Xhosa — Zulu — Ndebele — Venda — Tsonga — Basotho — Tswana — Pedi — Ntwana — San)
- Renașterea africană, Cape Town: Struik, 2000,ISBN: 1-86872-413-1
- Seria Patrimoniul African:
  - Homesteads, Peter Magubane, text de Sandra Klopper, Cape Town: Struik, 2001,ISBN: 978-1-86872-517-5
  - Dress and Adornment, Peter Magubane, text de Sandra Klopper, 2001,ISBN: 978-1-86872-514-4
  - Ceremonii, Peter Magubane, text de Sandra Klopper, Cape Town: Struik. 2001,ISBN: 1-86872-515-4
- Soweto, Peter Magubane și Charlene Smith, Cape Town: Struik, 2001,ISBN: 1-86872-584-7
- Seria Patrimoniul African:
  - Arts and Crafts, Peter Magubane, text de Sandra Klopper, Cape Town: Struik, 2001,ISBN: 1-86872-836-6
- The BaNtwane: Africa's Undiscovered People, Peter Magubane, text de Sandra Klopper, Cape Town: Struik, 2001,ISBN: 1-86872-564-2
- AmaNdebele, Peter Marubane, text de Sandra Klopper, Sunbird, 2005,ISBN: 1-919938-06-0

## Film și video
- Dying to Tell the Story (1998) – Magubane a apărut ca el însuși în documentar
- Peter Magubane Photographer (1999) – Jurnalele BBC Millennium. „După ce a înregistrat evenimentele turbulente din Africa de Sud în ultimii 45 de ani cu camera, el povestește despre călătoria până în țara natală de astăzi”. [19]

## Expoziții

### Expoziții personale
- 1985 — Galeria Fotografică Hippolyte, Helsinki, Finlanda. [20]
- 2005 — Madiba: Man of Destiny, Standard Bank Gallery, Johannesburg

### Expoziții de grup
- 2001 – Soweto – Un mit sud-african. fotografii din anii 1950 (de Alf Khumalo, Ernest Cole și Jürgen Schadeberg). Miezul expoziției este revolta studențească din 1976. Aceasta include unele dintre lucrările lui Magubane.
- 2012–2013 – Ascensiunea și căderea apartheidului: fotografia și birocrația vieții de zi cu zi [21]

## Premii
1. ↑  Peter Magubane, Luminous-Lint, accesat în 9 octombrie 2017
2. ↑  Peter Magubane, RKDartists, accesat în 9 octombrie 2017
3. ↑  Peter Magubane, The Fine Art Archive
4. ↑  Peter Magubane, Allgemeines Künstlerlexikon Online
5. ↑  Peter Magubane, Magubane, Peter[*]
6. ↑  Legendary photographer Dr Peter Magubane passes away (în engleză), 1 ianuarie 2024, accesat în 2 ianuarie 2024
7. ↑   https://www.lemonde.fr/afrique/article/2024/01/01/le-photographe-sud-africain-peter-magubane-chroniqueur-de-l-apartheid-est-mort_6208664_3212.html Lipsește sau este vid: |title= (ajutor)
8. ↑  IdRef, accesat în 12 mai 2020
9. ↑  Coretta Scott King Award - Wikipedia (în engleză), Wikipedia în engleză
10. ↑  "Peter Sexford Magubane", South African History Online.
11. ↑  Hudson, Berkley (2009).  Sterling, Christopher H., ed. Encyclopedia of Journalism. Thousand Oaks, Calif.: SAGE. pp. 1060-67. ISBN 978-0-7619-2957-4.
12. ↑  Cook, John (1 mai 1997). „One-Man Truth Squad”. Mother Jones. Accesat în 7 mai 2007.
13. 1 2  Barbieri, Fabio (7 mai 2003). „Peter Magubane : profiles”. Contemporary Africa Database. Arhivat din original la 5 noiembrie 2004. Accesat în 7 mai 2007.
14. ↑  Weil, Louis (26 februarie 1990). „From the Publisher”. Time. Arhivat din original la 30 septembrie 2007. Accesat în 7 mai 2007.
15. 1 2  „A South African Black Receives Top Prize for News Photography”. The New York Times. 23 februarie 1977. Accesat în 15 mai 2017.
16. ↑  Meyer, John (12 mai 2005). „A Letter from the Publisher”. Time. Arhivat din original la 30 septembrie 2007. Accesat în 7 mai 2007.
17. ↑  „50th Anniversary of the Women's March to the Union Buildings”. Customer Services. SA Post Office. Arhivat din original la 14 martie 2007. Accesat în 4 mai 2007.
18. ↑  „Legendary photographer Dr Peter Magubane passes away”. SABC News. 1 ianuarie 2024. Accesat în 1 ianuarie 2024.
19. ↑  „Peter Magubane”. BBC News. BBC. Accesat în 4 mai 2007.
20. ↑  Peter Magubane in Artfacts.
21. ↑  "Rise and Fall of Apartheid: Photography and the Bureaucracy of Everyday Life", International Center of Photography⁠(d).

- 1958 - Primul negru din Africa de Sud care a câștigat un premiu fotografic în țară - i-au fost acordate premiile I și III pentru cele mai bune fotografii de presă ale anului. [1]
- 1985 – Medalia de aur Robert Capa
- 1986 – Premiul Dr. Erich Salomon
- 1992 – Medalie specială de onoare din Missouri pentru servicii distinse în jurnalism
- 1995 – Premiul Martin Luther King Luthuli
- 1997 – Premiul pentru întreaga viață de la Fundația Mother Jones și Camerele Leica
- 1997 – Bursă de la Școala de Jurnalism și Studii Culturale Tom Hopkinson, Universitatea din Wales, Cardiff
- 1999 – Ordin pentru serviciu meritoriu clasa II de la președintele Mandela
- 2003 – Doctorat onorific de la Universitatea din Africa de Sud
- 2006 – Doctorat onorific în Filosofie Universitatea Fort Hare [2]
- 2006 – Doctorat onorific în Tehnologie Universitatea de Tehnologie Tshwane [2]
- 2006 – Doctor în drept (honoris causa) Universitatea din Rhodos
- 2008 – Bursa de onoare de la Royal Photographic Society, Marea Britanie
- 2010 – Premiul Cornell Capa Infinity de la Centrul Internațional de Fotografie
- 2010 – Doctorat onorific de la Columbia College (Chicago)
- 2015 – Premiul Nat Nakasa pentru integritate media

## Lincuri externe
- Publicații de sau despre Peter Magubane . Copac.
- „Peter Magubane Timeline 1932-”, South African History Online, 12 februarie 2016.
- Sian Cain, „Cea mai bună fotografie a lui Peter Magubane: o fată și servitoarea ei pe o bancă „doar pentru europeni””, The Guardian, 12 noiembrie 2015.
- Kerri MacDonald, „A Fighter With a Camera in Apartheid-Era South Africa”, The New York Times, 21 septembrie 2012.

1. 1 2  "Peter Magubane" Arhivat în 26 februarie 2018, la Wayback Machine., Who's Who Southern Africa.